# Historia del diseño de edificios solares pasivos
En la historia del diseño de  edificios solares pasivos se reconocen dos etapas: una que comienza en el siglo XX y otra previa que se remonta a los principios de la civilización.

## Historia premoderna
Las técnicas de diseño solar pasivo en la construcción de edificios se ha practicado durante miles de años, principalmente por necesidad, previo al advenimiento de la calefacción y la refrigeración mecánica. En muchos países continuó utilizándose este concepto como parte tradicional de la arquitectura vernácula.
Hay pruebas de que las culturas antiguas consideran en la construcción de edificios, factores como la orientación solar, la inercia térmica y la ventilación. Principalmente en la construcción de viviendas. Los primeros antecedentes que constan en documentación escrita en cuanto al aprovechamiento del sol en la arquitectura junto a métodos de planificación urbana, provienen de la cultura griega y china. Estos orientaron sus edificios hacia el mediodía solar con el fin de proporcionar luz y calor.
Casi hace dos milenios y medio, el antiguo filósofo griego Esquilo escribió: "Sólo primitivos y bárbaros carecen de los conocimientos de las casas orientadas hacia el sol de invierno." Del mismo modo, Sócrates dijo: "Ahora bien, suponiendo una casa para tener su cara al sur, el sol durante el invierno se roban en menos de la galería, pero en verano, cuando el sol atraviesa un camino derecho sobre nuestras cabezas, el techo se presta una apacible sombra, y no lo hará? ". Las termas romanas tenían grandes ventanas que dan al sur. El diseño solar fue abandonado en gran parte en Europa después de la caída de Roma, pero continuó en China, con la tradición cosmológica de asociar el sur con el calor y la salud, entre otras recomendaciones para mejorar la calidad de vida.
En el siglo I de nuestra era, el prestigioso arquitecto y tratadista Vitruvio establece reglas a tener en cuenta en la construcción de edificios y nuevas ciudades. En su obra Los diez libros de arquitectura puede leerse que "... los edificios estarán dispuestos adecuadamente si se han tenido en cuenta ante todo las orientaciones y las inclinaciones del cielo en el lugar donde se desea construirlos; porque no deben ser construidos de la misma manera en Egipto que en España, ni de la misma forma en el reino de Pont que en Roma, y así siempre en razón de los países, porque hay algunos que están próximos al curso del Sol, y otros alejados del mismo, y otros que se encuentran entre ambos extremos (Libro VI Capítulo I)." Respecto de las viviendas Vitruvio decía: "... los comedores de invierno, igual que los baños, deben mirar al poniente de invierno, porque en ellos se necesita principalmente la claridad de la tarde y el alumbrarlos directamente el sol poniente ya que desprende en ellos un calor bastante suave hacia la tarde. Las habitaciones de dormir y las bibliotecas deben estar dirigidas hacia el sol naciente, porque su uso exige el sol de la mañana, y además porque los libros no se estropean tanto como los que miran hacia el mediodía o al poniente... Las salas para el verano deberán mirar al septentrión porque en esta situación estarán refrescadas constantemente y constituirán un lugar sano y agradable, al no quedar expuestas a los ardores del Sol, cuyo calor es insoportable, sobre todo durante el solsticio de verano" (Libro VI, capítulo VI) ". Leer este texto nos muestra dos cosas: a. que el diseño solar, pasivo, bioclimático y hoy sustentable posee fuertes antecedentes desde hace dos mil años y b. que la civilización humana y su hábitat construido se desarrolló haciendo caso omiso de estos conceptos.

## Historia moderna

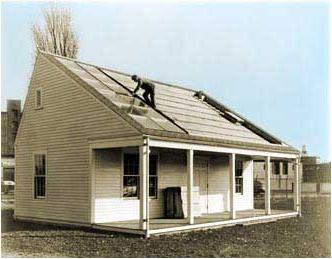
Primera casa solar moderna, creada en 1939 por el Instituto Tecnológico de Massachusetts en Estados Unidos. Empleaba un sistema acumulador térmico para lograr el calentamiento a lo largo de todo el año.

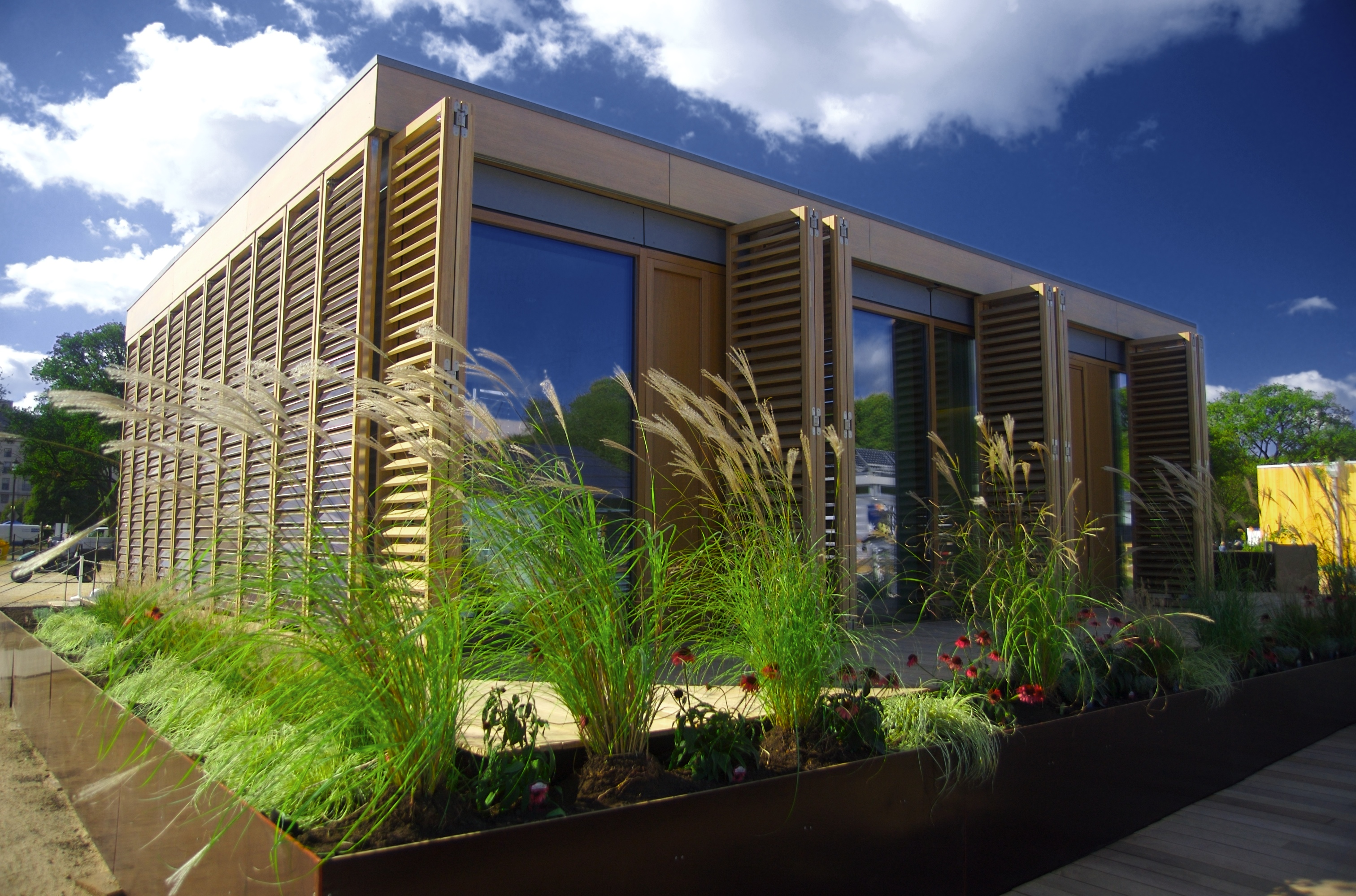
El Instituto de Tecnología de la Universidad de Darmstadt en Alemania ganó la edición de 2007 del Solar Decathlon en Washington D. C. con esta casa con tecnología solar pasiva, diseñada específicamente para climas subtropicales húmedos.

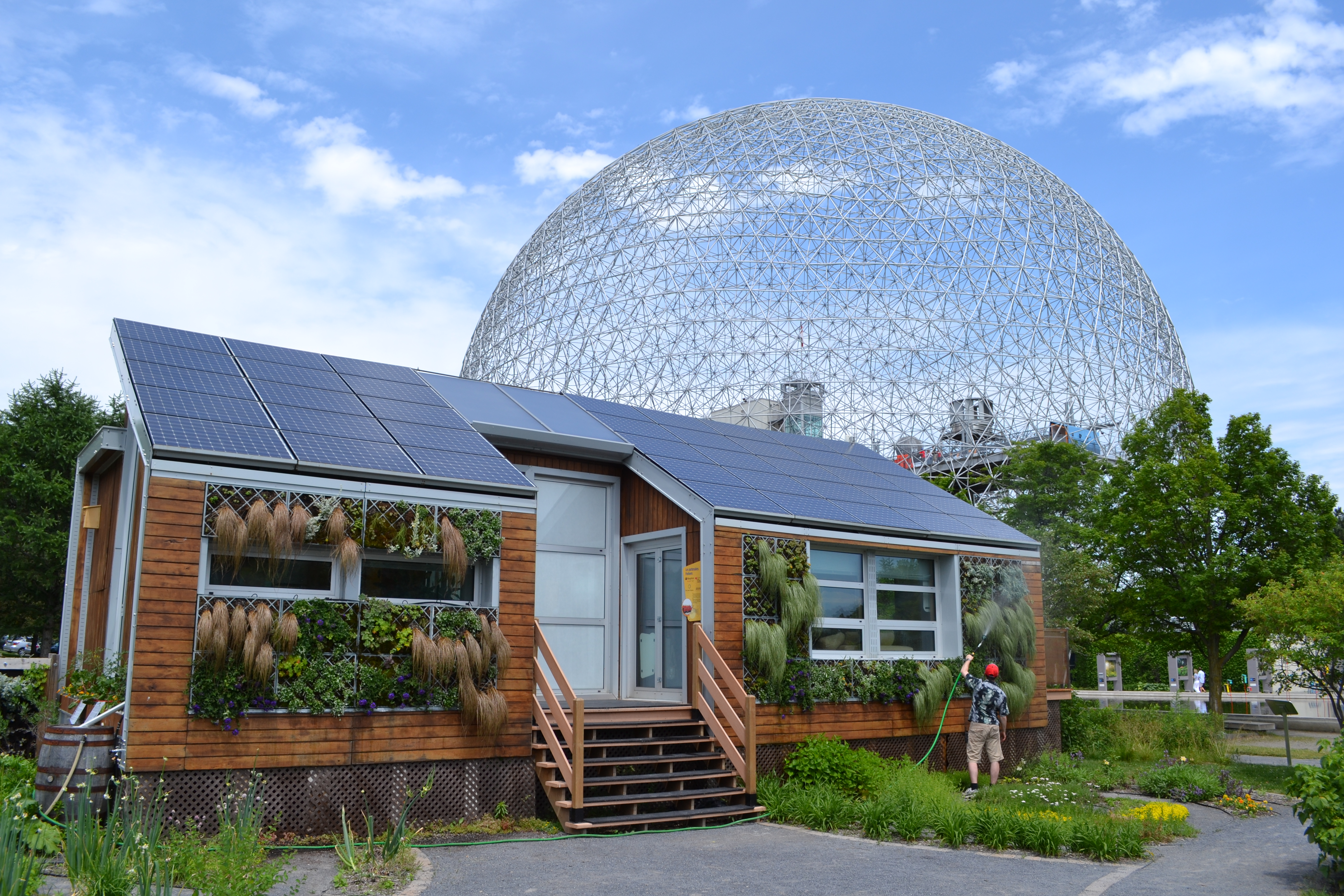
Casa solar ecológica, situada en la isla Santa Helena (Montreal, Canadá). Fue diseñada por estudiantes de la Universidad de Montreal y la Escuela de Tecnología Superior en el marco de la competición internacional Solar Decathlon.

Se considera al arquitecto George Keck como uno de los pioneros del diseño y construcción de casas solares pasivas en 1930 y 1940. Él diseñó la "casa del mañana" (House of Tomorrow) para la Exposición Mundial de 1933 en Chicago. A raíz de esto, poco a poco comenzó la incorporación de más ventanas orientadas al mediodía solar en sus diseños para otros clientes, y en 1940 diseñó una casa solar pasiva para la promotora inmobiliaria Howard Sloan en Glenview, Illinois. La Casa Sloan fue llamada una "casa solar" por el Chicago Tribune, y se considera constituye el primer uso moderno del término. La inmobiliaria Sloan luego construyó una serie de casas solares pasivas, y con sus esfuerzos de publicidad contribuyó a que el efecto "casa solar" se constituya en un movimiento en la década de 1940.
En los Estados Unidos, el interés en el diseño de edificios solares pasivos fue estimulado de manera significativa por la Crisis del petróleo de 1973. Decenas de libros se publicaron en este período, incluyendo el referente "La energía solar pasiva" del arquitecto Edward Mazria. En 1977 se crea en EE. UU. el Departamento de Energía y en 1978 una ley para otorgar créditos sobre los impuestos energéticos solares que hayan sido suministrados. En 1979, el presidente Jimmy Carter decide la instalación de paneles solares en el tejado de la Casa Blanca.
Otros autores consideran que primer caso fue la Casa solar MIT #1 construida hacia el año 1939 en Massachusetts (EE. UU.) bajo el proyecto académico y dirección de H.C. Hottel. Este edificio implicó un paradigma que en el transcurrir de dos décadas generó una competencia entre universidades americanas, primero, a la que se sumaron luego europeas. Esto llevó a la realización de congresos y creación de asociaciones nacionales e internacionales (ASES, ANES, ISES, ASADES, PLEA) donde concurrían en un espacio académico multidisciplinario arquitectos, físicos e ingenieros trabajando en grupos para la concreción de estas viviendas de carácter experimental. La American Solar Energy Society (ASES) fue la asociación pionera creada en 1954, a la que siguieron la Asociación Argentina de Energía Solar (ASADES) en 1974, La Asociación Nacional de Energía Solar de México (ANES) en 1980, entre otras. Se ensayaban nuevas ideas y propuestas, se generaban innovaciones, se monitoreaba y modelizaba registrando meticulosamente cada avance en actas de congresos y reuniones o revistas referadas de cada asociación. 
Estas construcciones solares, principalmente viviendas, se concretaron principalmente en el mundo desarrollado aunque también se efectivizaron casos en países en vías de desarrollo, caso Sudamérica. Continuamente fueron apareciendo nuevas construcciones en el ámbito rural o en suburbios urbanos por parte de comitentes entusiastas. Sistemáticamente fueron ignoradas por la industria de la construcción hasta finales del siglo XX, cuando surge el problema del calentamiento global, el cambio climático responsabilizando a la construcción del hábitat el 50% del problema. Esto toma estado público y los medios de difusión comienzan a hablar de eco-arquitectura, arquitectura verde, arquitectura sostenible, arquitectura sustentable. Adjetivaciones a la palabra arquitectura que buscan diferenciarla de la arquitectura convencional implicando una conciencia ambiental y por ende una mimimización del impacto ambiental local y/o global que genera cada construcción.
A pesar de la falta de interés general, las tecnologías solares pasivas se retomaron y mejoraron en el último tercio del siglo XX coincidiendo con la crisis del petróleo de 1973. La introducción de tecnologías de diseño asistido por ordenador y la aparición de construcciones pioneras también ayudaron.
En los inicios del siglo XXI, el tema ha cobrado un nuevo interés, debido sobre todo a las consecuencias ya visibles del calentamiento global del planeta.